# Crowning
Esther Strauß: crowning (2024)

Link zum Bild

crowning ist eine Marienskulptur der österreichischen Performance- und Sprachkünstlerin Esther Strauß. Sie wurde für eine Ausstellung im Juni/Juli 2024 im Kunstraum des Mariä-Empfängnis-Doms in Linz entwickelt.
crowning stellt eine natürliche Geburt Jesu dar. Die Installation wurde kontrovers diskutiert; konservative Katholiken forderten ihre Entfernung aus dem Dom. Eine unbekannte Person zerstörte das Kunstwerk wenige Tage nach seiner Aufstellung.   

## Beschreibung
Die etwa 30 cm große Skulptur aus Lindenholz wurde von der Bildhauerin Theresa Limberger geschnitzt und bemalt und von der Künstlerin und Restauratorin Klara Kohler patiniert. crowning nimmt Bezug auf ein zentrales Kunstwerk dieses Doms, die 1913 fertiggestellte Krippe von Sebastian Osterrieder. Mit über 70 Figuren aus Lindenholz gehört Osterrieders Werk zu den weltweit größten Krippenszenarien; Maria ist zweifach dargestellt: anbetend neben der Krippe kniend am Heiligen Abend, sitzend mit dem Jesuskind auf dem Schoß am Dreikönigsfest.
Maria ist mit Heiligenschein, heller Haut, langen offenen braunen Haaren, blauem Mantel und rotem Kleid ganz traditionell dargestellt. Betrachtet man nur den Kopf- und Brustbereich, ist es (vom Gesichtsausdruck abgesehen) eine fast liebliche Madonnendarstellung. Die Gebärende sitzt auf einem Felsen, zurückgelehnt, die Arme hinter dem Körper aufgestützt. Der Blick richtet sich nach oben, die Gesichtszüge lassen die Wehenschmerzen erkennen. Ihre Kleidung ist hochgeschoben, so dass die gespreizten Beine und der Unterleib nackt sind. Zwischen ihren Schenkeln sind die Vulva und darin der Kopf des Neugeborenen sichtbar.
Als crowning wird der Moment im Geburtsprozess bezeichnet, in dem der Kopf des Kindes hervortritt. Die Vulva der Gebärenden umfasst ihn wie eine Krone, daher diese Bezeichnung. Zugleich bezieht sich der Werktitel auf die Krönung Mariens nach ihrer Aufnahme in den Himmel, ein seit dem Hochmittelalter wichtiges Thema der Bildenden Kunst. Die gebärende Muttergottes wurde dagegen künstlerisch bislang nicht dargestellt.

## Ausstellung im Linzer Dom
crowning wurde als Rauminstallation im Rahmen der Reihe Künstlerische Positionen zur Heiligen Familie ab dem 27. Juni 2024 im Kunstraum Turmkapelle West des Linzer Doms ausgestellt, wo sie bis zum 16. Juli zu sehen sein sollte. Diese Ausstellungsreihe ist Teil des Projekts DonnaStage, welches anlässlich des 100-jährigen Jubiläums seiner Kirchweihe den Dom durch Workshops, Vorträge, Kunstprojekte und Performances zum „Aushandlungsort für Fragen nach Frauenrollen, Familienbildern und Geschlechtergerechtigkeit“ machen sollte. Martina Resch, eine der Initiatorinnen des Projekts DonnaStage, charakterisiert crowning als „eine sehr poetische Arbeit … Maria wird in ihrer Ausgesetztheit aber auch in ihrer Kraft gezeigt. Aus theologischer Perspektive ist die Arbeit ein starkes Bekenntnis zur Menschwerdung Gottes.“
Am Vormittag des 1. Juli 2024 zerstörte eine unbekannte Person das Kunstwerk, indem sie den Kopf der Skulptur absägte und diesen entwendete. Der Vandalismusakt wurde zur Anzeige gebracht. Im „reaktionär-katholischen Milieu“ (Felicia Klinger) tauchte ein Bekennerschreiben auf und wurde der Täter als Held gefeiert, unter anderem von Alexander Tschugguel. Die Künstlerin, die Projektgruppe DonnaStage und die Verantwortlichen des Mariendoms entschieden sich, die geköpfte Marienstatue bis zum 16. Juli 2024 im Kunstraum Turmkapelle zu belassen, wo sie aber nicht besichtigt werden konnte. „Die Türen sind geschlossen, das Licht ist abgedreht. … Ziel ist es, präsent zu bleiben, dem Täter, der Gewalt und den Bildern der Gewalt aber keinen Raum zu geben.“
Esther Strauß interpretierte den Vandalismusakt als Ausdruck patriarchaler Macht: „Diese Gewalt ist für mich ein Ausdruck davon, dass es immer noch Menschen gibt, die das Recht von Frauen an ihrem eigenen Körper in Frage stellen.“
Der Innsbrucker Bischof Hermann Glettler äußerte zwar Vorbehalte gegen die Darstellung der gebärenden Maria, da ein so intimer Moment nicht gezeigt werden müsse, doch sei „der grauenhafte Akt der Köpfung der Maria durch nichts zu rechtfertigen.“